# Parteitag der Kommunistischen Partei Chinas

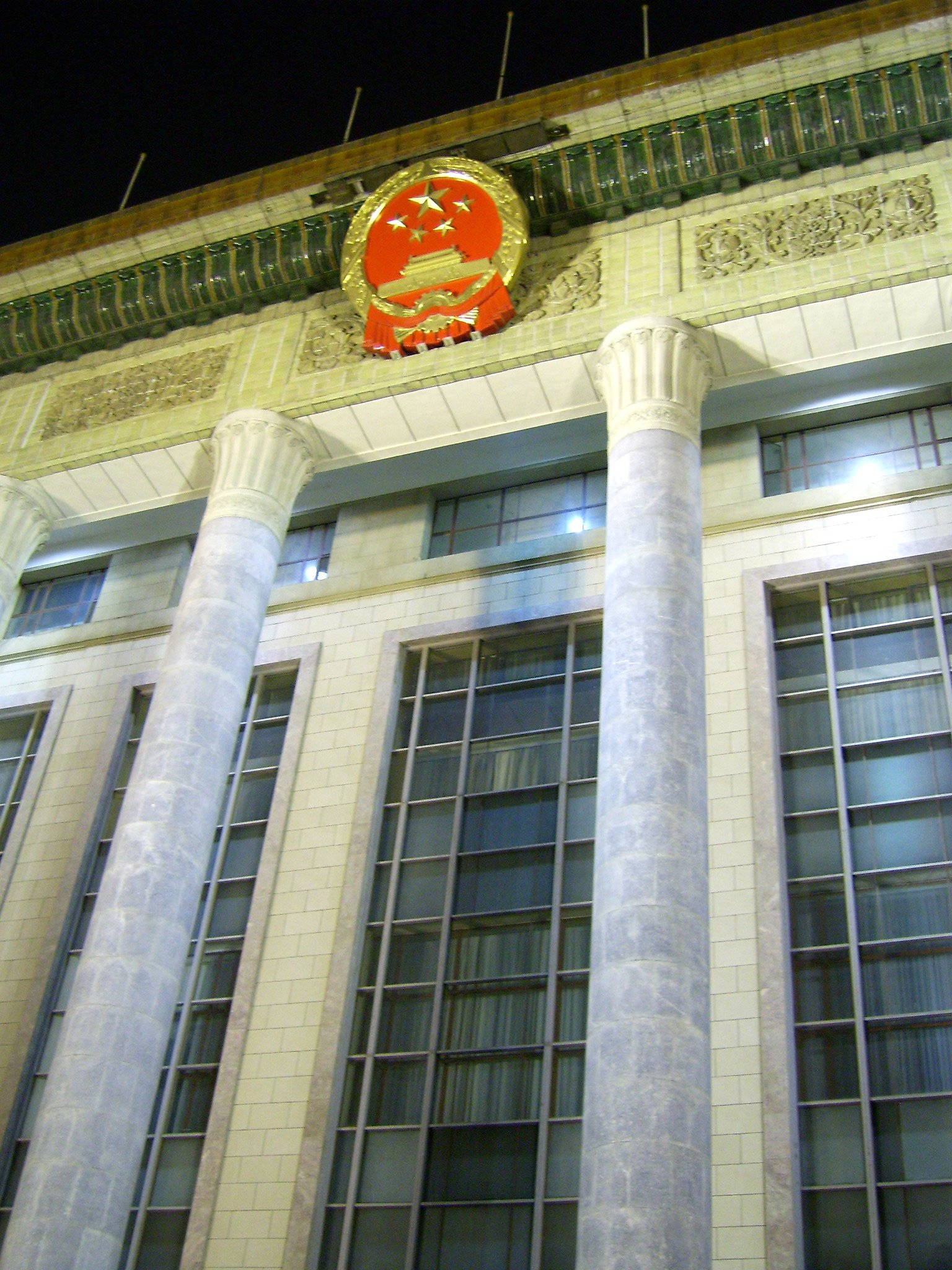
Seit dem IX. Parteitag 1969 wird der Parteitag in der Großen Halle des Volkes in Peking abgehalten.

Der nationale Parteitag der Kommunistischen Partei Chinas (KPCh) (chinesisch 中国共产党全国代表大会, Pinyin Zhōngguó Gòngchǎndǎng Quánguó Dàibiǎo Dàhuì) findet turnusgemäß alle fünf Jahre statt und wird vom Zentralkomitee (ZK) der KPCh einberufen. Wenn das ZK es für notwendig hält oder über ein Drittel aller Organisationen auf Provinzebene es fordern, kann er vorfristig einberufen werden. Der Parteitag der KPCh hat folgende Funktionen und Befugnisse:
1. Anhörung und Prüfung der Berichte des ZK und seiner Disziplinkontrollkommission;
2. Diskussion und Entscheidung über wichtige Fragen der Partei;
3. Revision des Parteistatuts;
4. Wahl des ZK und seiner Disziplinkontrollkommission.[1]

## Parteitage
| Parteitag | Datum            | Ort       | Delegierte | Parteimitglieder |
| --------- | ---------------- | --------- | ---------- | ---------------- |
| I.        | Juli-August 1921 | Shanghai  | 12         | ca. 50           |
| II.       | Juli 1922        | Shanghai  | 12         | 132              |
| III       | Juni 1923        | Guangzhou | 30         | 432              |
| IV.       | Januar 1925      | Shanghai  | 20         | 950              |
| V.        | April-Mai 1927   | Wuhan     | 80         | 57.900           |
| VI.       | Juni-Juli 1928   | Moskau    | 84         | 40.000           |
| VII.      | April-Juni 1945  | Yan’an    | 544        | 1,2 Mio.         |
| VIII.     | September 1956   | Peking    | 1026       | 11 Mio.          |
| IX.       | April 1969       | Peking    | 1512       | 22 Mio.          |
| X.        | August 1973      | Peking    | 1249       | 28 Mio.          |
| XI.       | August 1977      | Peking    | 1510       | 35 Mio.          |
| XII.      | September 1982   | Peking    | 1575       | 40 Mio.          |
| XIII.     | November 1987    | Peking    | 1936       | 46 Mio.          |
| XIV.      | Oktober 1992     | Peking    | 1989       | 51 Mio.          |
| XV.       | September 1997   | Peking    | 2048       | 58 Mio.          |
| XVI.      | November 2002    | Peking    | 2120       | 66 Mio.          |
| XVII.     | Oktober 2007     | Peking    | 2220       | 73 Mio.          |
| XVIII.    | November 2012    | Peking    | 2300       | 83 Mio.          |
| XIX.      | Oktober 2017     | Peking    | 2287       | 89 Mio.          |
| XX.       | September 2022   | Peking    | 2300       | 97 Mio.          |

### Parteitage vor der Gründung der VR China
Der I. Parteitag fand 1921 in Shanghai mit 13 Delegierten, die über 50 Mitglieder vertraten, statt.
Der II. Parteitag 1922, auf dem 12 Delegierte 195 Mitglieder vertraten, beschloss als Maximalprogramm die Errichtung des Sozialismus und Kommunismus und nahm das erste Parteistatut an.
Auf dem V. Parteitag 1927 vertraten 80 Delegierte 57.967 Mitglieder. Danach konnten wegen Auseinandersetzungen mit der Kuomintang keine Parteitage in China mehr durchgeführt werden.
Der VI. Parteitag fand 1928 in Moskau statt.
Der VII. Parteitag wurde erst 1945 in Yan’an durchgeführt. Auf ihm wurden Mao Zedong als Parteiführer anerkannt und der Maoismus neben dem Marxismus-Leninismus zur Leitlinie der KPCh erklärt.

### Parteitage seit der Gründung der VR China
1949 wurde die Volksrepublik China gegründet. Seitdem fanden folgende Parteitage statt:
1956 fand der VIII. Parteitag statt, auf dem 1026 Delegierte 10.730.000 Mitglieder vertraten. Er legte die Richtlinien der Parteiarbeit im neuen China fest. An diesem Parteitag nahmen zahlreiche Delegationen ausländischer kommunistischer und Arbeiterparteien teil. Die Delegation der KPdSU wurde von Anastas Mikojan geleitet, die der SED von Walter Ulbricht.
Vom 1. bis zum 24. April 1969 fand der IX. Parteitag statt. In der Großen Halle des Volkes wurde die Große Proletarische Kulturrevolution für beendet erklärt. An dem Parteitag nahmen insgesamt 1512 Delegierte teil. Zum ersten Mal waren die Vertreter der Roten Garden anwesend. Im neuen, an diesem Anlass herausgegebenen Parteistatut wurde Mao Tsetung [Mao Zedong] als Parteivorsitzender festgelegt, sowie Lin Biao als sein Stellvertreter.
Der X. Parteitag 1973 setzte die „ultralinke“ Linie fort. 28 Millionen Mitglieder wurden durch 1249 Delegierte vertreten. „Die Delegierten der Parteimitglieder aus den Reihen der Arbeiter, Bauern und Soldaten machten 67 Prozent der gesamten Delegierten aus und die Frauen über 20 Prozent.“
Am XI. Parteitag 1977 wurden über 35 Millionen Mitglieder durch 1510 Delegierte vertreten. „Von den Delegierten waren 72,4 Prozent Arbeiter, Bauern, Soldaten und andere Werktätige, 6,7 Prozent revolutionäre Intellektuelle, 20,9 Prozent revolutionäre Kader. 19 Prozent waren weibliche Parteimitglieder, 9,3 Prozent Parteimitglieder aus nationalen Minderheiten und 73,8 Prozent Mittelaltrige und Jüngere.“ Auf dem ersten Parteitag nach dem Ableben Mao Zedongs wurde die Viererbande verurteilt, Hua Guofeng als neuer Parteiführer (Vorsitzender des ZK) bestätigt und Deng Xiaoping durch seine Wahl zum Stellvertretenden Vorsitzenden des ZK endgültig rehabilitiert. (1981 musste Hua Guofeng als Vorsitzender des ZK zurücktreten; sein Nachfolger wurde Hu Yaobang.)
1982 legte der XII. Parteitag als Hauptaufgabe der Partei die seit 1978 angestrebte wirtschaftliche Reform- und Öffnungspolitik fest. Die 39 Millionen Mitglieder wurden durch 1545 Delegierte vertreten. Hu Yaobang bekam den Posten des Generalsekretärs des ZK, der bisher Vorsitzender des ZK hieß, zugeteilt.
1987 formulierte der XIII. Parteitag, auf dem 1936 Delegierte 46 Millionen Mitglieder vertraten, die Theorie des Sozialismus chinesischer Prägung. Zhao Ziyang wurde zum neuen Generalsekretär des ZK gewählt. (1989 wurde er wegen seiner recht moderaten Position gegenüber der Demokratiebewegung abgesetzt; zu seinem Nachfolger wurde Jiang Zemin gewählt.)
1992 fand der XIV. Parteitag statt. Auf ihm vertraten 1989 Delegierte über 51 Millionen Mitglieder. Jiang Zemin wurde im Amt bestätigt. Als Ziel der Wirtschaftsreform wurde eine sozialistische Marktwirtschaft festgelegt.
1997, auf dem XV. Parteitag, vertraten 2048 Delegierte 58 Millionen Mitglieder. Jiang Zemin wurde erneut im Amt bestätigt. Die Deng-Xiaoping-Theorie wurde neben dem Marxismus-Leninismus und den Mao-Zedong-Ideen zur Leitlinie der Partei erklärt.
2002 fand der XVI. Parteitag, der erste im dritten Jahrtausend, statt. 2120 Delegierte vertraten 66 Millionen Parteimitglieder. Jiang Zemin kandidierte nicht mehr für das Amt des Generalsekretärs des ZK, sein Nachfolger wurde Hu Jintao. Der Parteitag beschloss, dass bis 2020 eine Vervierfachung des BIP im Vergleich zu 2000 erreicht werden soll. Die Theorie des dreifachen Vertretens wurde neben dem Marxismus-Leninismus, den Maozedongideen und der Deng-Xiaoping-Theorie zur Leitlinie der Partei erklärt.
Auf dem XVII. Parteitag 2007 vertraten 2220 Delegierte über 73 Millionen Mitglieder. Hu Jintao wurde im Amt bestätigt.
 Der XVIII. Parteitag wurde am 8. November 2012 von Hu Jintao in Peking eröffnet. Zum Abschluss des einwöchigen Parteitages wurde von den 2300 Delegierten ein Führungswechsel gebilligt – Vizepräsident Xi Jinping löste Hu an der Parteispitze ab.
Auf dem XIX. Parteitag vom 18. bis zum 24. Oktober 2017 vertraten 2287 Delegierte rund 90 Millionen Mitglieder.
 Der XX. Parteitag fand vom 16. bis 22. Oktober 2022 statt. Xi Jinping baute seine Macht noch weiter aus. Zum Abschluss des Parteitages verankerten die 2300 Delegierten in Peking seine Ideologie und dauerhafte Führungsrolle noch tiefer in der Parteiverfassung. Er ist damit so mächtig wie kein anderer Staatschef seit dem langjährigen Diktator Mao Zedong. Xi bricht zwei Normen: eigentlich ist Amtszeit an der Spitze von Partei und Staat auf 10 Jahre begrenzt; außerdem überschreitet er mit 69 Jahren das parteiinterne Alterslimit. Der frühere Staats- und Parteichef Hu Jintao (79), der in der Nähe von Xi saß, wurde von zwei Männern aus dem Saal geführt. Beobachter werteten dies als eine Machtdemonstration von Xi und als Warnung an parteiinterne Gegner.

## Dokumente
Die Reden Mao Zedongs auf dem VII. Parteitag sind im Band III der Ausgewählten Werke Mao Tse-tungs (Verlag für fremdsprachige Literatur, Peking 1969) enthalten.
- Liu Schau-tschi: Über die Partei. Referat über die Abänderung des Parteistatuts auf dem VII. Parteitag der Kommunistischen Partei Chinas im Mai 1945. Dietz Verlag Berlin 1954.
- Zhou Enlai: Über die Einheitsfront. Rede auf dem VII. Parteitag der Kommunistischen Partei Chinas. (in: Ausgewählte Schriften. Band I. Verlag für fremdsprachige Literatur, Peking 1981)
- Der VIII. Parteitag der Kommunistischen Partei Chinas. Dokumente. (drei Bände) Verlag für fremdsprachige Literatur, Peking 1956.
- Dokumente des IX. Parteitags der Kommunistischen Partei Chinas. Verlag für fremdsprachige Literatur, Peking 1969.
- Der X. Parteitag der Kommunistischen Partei Chinas. Dokumente. Verlag für fremdsprachige Literatur, Peking 1973.
- Der XI. Parteitag der Kommunistischen Partei Chinas. Dokumente. Verlag für fremdsprachige Literatur, Peking 1977.
- Der XII. Parteitag der Kommunistischen Partei Chinas. Dokumente. Verlag für fremdsprachige Literatur, Peking 1982.
- XIII. Parteitag der Kommunistischen Partei Chinas. Materialien. Dietz Verlag Berlin 1987. ISBN 3-320-01227-4
- Jiang Zemin: Bericht auf dem XV. Parteitag der Kommunistischen Partei Chinas. (in: Peking Rundschau, Ausgabe 40/1997)
- Dokumente des XVI. Parteitages der Kommunistischen Partei Chinas. Verlag für fremdsprachige Literatur, Peking 2002.
- Dokumente des XVII. Parteitags der Kommunistischen Partei Chinas. Verlag für fremdsprachige Literatur, Peking 2007.